# 楊家相
楊家相（1527年—？），字君卿，又字舜卿，號方湖，應天府江寧縣民籍，山西太原府岢嵐州人，明朝政治人物。

## 生平
嘉靖三十四年（1555年）乙卯科应天府乡试第四十九名举人，四十四年（1565年）登乙丑科会试二百六名，第三甲第五十八名進士。户部观政，本年六月授浙江山陰縣知縣，隆慶元年（1567年）本省同考，二年九月选江西道御史，差巡按河南，万历二年（1574年）三月升山东副使，八月降湖广布政司都事，三年二月致仕，卒。

## 家族
曾祖父楊衡，府丞；祖父楊稠；父楊鳳，累赠御史；前母陳氏，贈孺人；母鄒氏，贈孺人。兄楊柏、楊材。